# Трипамід
Трипамід (МНН) — діуретик.

## Синтез

Синтез трипаміду:

Приготування починається з вичерпного відновлення аддукту Дільса-Альдера з циклопентадієну та малеіміду (1). Нітрозування продукту (2) з наступним відновленням нітрозогрупи 3 дає відповідний гідразин (4). Ацилування хлорангідридом 5 дає трипамід (6).